# جوناس يوهانسون (لاعب هوكي الجليد سويدي)
جوناس يوهانسون (بالسويدية: Jonas Johansson)‏ هو لاعب هوكي الجليد سويدي، ولد في 18 مارس 1984 في يونشوبينغ في السويد.

## وصلات خارجية
- جوناس يوهانسون على موقع دوري الهوكي الوطني (الإنجليزية)
- جوناس يوهانسون على موقع EliteProspects.com (الإنجليزية)
- جوناس يوهانسون على موقع HockeyDB.com (الإنجليزية)
- جوناس يوهانسون على موقع Hockey-Reference.com (الإنجليزية)